# Reduplicação
Reduplicação em linguística é um processo morfológico pelo qual o radical de uma palavra (ou parte dela) é repetida de forma exata ou  com pequena modificação.
Reduplicação é usada como uma flexão para indicar uma função gramatical, tais como pluralidade, intensidade, etc, em derivação de léxicos para criar novas palavras. É com frequência usada quando quem fala usa um tom mais expressivo ou figurativo do que numa conversação normal, também quando se trata de algo icônico em seu significado. A reduplicação é encontrada em diversas línguas e grupos linguísticos, com seu nível de produtividade linguística variando em cada caso.
Reduplicação é a denominação padrão desse fenômeno na literatura linguística, havendo porém outros termos que podem ser usados, tais como, clonagem, duplicação, repetição e tautônimo.

## Tipologia

### Forma
A reduplicação é muitas vezes descrita fonologicamente em uma de duas maneiras: ou (1) como reduplicação de segmentos de sequências de consoantes e vogais ou (2) como reduplicação de unidades prosódicas (sílabas ou moras). Além de descrição fonológica, a reduplicação muitas vezes é descrita [[morfologia| morfologicamente ] como uma reduplicação de constituintes linguísticos (ou seja, palavras, raízes, bases ).  Como resultado, a reduplicação é teoricamente interessante, uma vez que envolve a interface entre fonologia e morfologia .

A dita 'base' é a palavra (ou parte da palavra ) que está a ser copiada. O elemento reduplicado é chamado de 'reduplicante', muitas vezes abreviado como  RED ou às vezes apenas ' 'R

Na reduplicação o reduplicante é mais frequentemente repetido apenas uma vez. No entanto, em alguns idiomas,essa  reduplicação pode ocorrer mais de uma vez , resultando numa forma triplicada, e não um ' 'duplo' ' como na maioria das reduplicações.' ' 'Triplicação'  é o termo para esse fenômeno de copiar duas vezes. A língua pingelapesa apresenta tanto reduplicação como triplicação .
| Verbo básico  | Reduplicação       | Triplicação                 |
| ------------- | ------------------ | --------------------------- |
| kɔul 'cantar' | kɔukɔul 'cantando' | kɔukɔukɔul 'ainda cantando' |
| mejr 'dormir' | mejmejr 'dormindo' | mejmejmejr 'ainda dormindo' |

(Rehg 1981)
Triplicação ocorre em outras línguas, Ex.: jeje, Shipibo, axante, Mokilês, Min Nan (Hoquiém).
Por vezes, a geminação (duplicação de consoantes ou vogais) é considerada uma forma de reduplicação. O termo duplema tem sido usado (a partir de morfema) para se referir a diferentes tipos de reduplicações que tenham o mesmo significado.

#### Total e parcial
Reduplicação totalenvolve a reduplicação da palavra completa. Por exemplo, a língua Kham deriva formas recíproca dos pronomes reflexivos por meio da reduplicação total:
|  |  | [ɡin] | 'nós mesmos'  | → | [ɡinɡin] | 'nos (p/) nós'     | (ɡin-ɡin) |                |
|  |  | [jaː] | 'eles mesmos' | → | [jaːjaː] | 'eles (para) lhes' | (jaː-jaː) | (Watters 2002) |

Outro exemplo vem do Musqueamo Halkomelem (indígenas da Colúmbia Britânica) com formação  "dispositional" do aspecto gramatical:
|  |  | [kʼʷə́ɬ] | 'adernar' | → | [kʼʷə́ɬkʼʷəɬ] | 'como que adernando' | (kʼʷə́ɬ-kʼʷəɬ) |             |
|  |  | [qʷél]  | 'falar'   | → | [qʷélqʷel]   | 'loquaz'             | (qʷél-qʷel)   | (Shaw 2004) |

Reduplicação parcial envolve somente parte da palavra. Por exemplo, a língua marshalesa forma palavras de significado 'usar X' reduplicando o último grupo consoante-vogal-consoante (CVC) da base: base+CVC:
|  |  | kagir | 'cinto' | → | kagirgir | 'usar cinto' | (kagir-gir) |                 |
|  |  | takin | 'meias' | → | takinkin | 'usar meias' | (takin-kin) | (Moravsik 1978) |

Outras línguas usam tanto a reduplicação total como a parcial – ex. língua hiri motu:
| Verbo base      | Reduplicação total                   | Reduplicação parcial       |
| --------------- | ------------------------------------ | -------------------------- |
| mahuta 'dormir' | mahutamahuta 'dormir constantemente' | mamahuta 'dormir (plural)' |
|                 | (mahuta-mahuta)                      | (ma-mahuta)                |

#### Posição do reduplicante
A reduplicação pode ser com prefixo (inicial), sufixo (final)  ou infixo (interna):
Inicial em Agta (povo Aeta) (prefixo CV):
|  |  | [ɸuɾab] | 'à tarde'          | → | [ɸuɸuɾab] | 'fim de tarde'       | (ɸu-ɸuɾab) |               |
|  |  | [ŋaŋaj] | 'muito tempo time' | → | [ŋaŋaŋaj] | 'muito tempo (anos)' | (ŋa-ŋaŋaj) | (Healey 1960) |

Final em Dakota (sufixo -CCV):
|  |  | [hãska] | 'alto (singular)' | → | [hãskaska] | 'alto (plural)' | (hãska-ska) |                                          |
|  |  | [waʃte] | 'bom (singular)'  | → | [waʃteʃte] | 'bom (plural)'  | (waʃte-ʃte) | (Shaw 1980, Marantz 1982, Albright 2002) |

Interna Samoano (infixo -CV- ):
|  |  | savali     | 'ele/ela caminha' (singular) | → | savavali  | 'eles/elas caminham' (plural) | (sa-va-vali)  |                                              |
|  |  | alofa      | 'ele/ela ama' (singular)     | → | alolofa   | 'eles/elas amam' (plural)     | (a-lo-lofa)   | (Moravcsik 1978, Broselow and McCarthy 1984) |
|  |  | le tamaloa | 'the man' (singular)         | → | tamaloloa | 'homens' (plural)             | (tama-lo-loa) |                                              |

A reduplicação interna é muito menos comum do que inicial ou final.

#### Direções
O reduplicante pode copiar tanto pelo lado esquerdo da palavra (esquerda-para-direita) como pelo direito (direita para esquerda). Há uma tendência a prefixar os reduplicantes para cópia esquerda-para-direita  e sufixar os reduplicantes para cópia esquerda-para-direita:
Cópia inicial  ‘‘‘E → D’’’ em Oykangand (língua kunjen) (uma língua Pama–Nyungan da Austrália):
|  |  | [eder]  | → | [ededer]   | 'chuva'       | (ed-eder)   |
|  |  | [alɡal] | → | [alɡalɡal] | 'direto-reto' | (alg-algal) |

Cópia final D →RL em  Sirionó:
|  |  | achisia   | → | achisiasia    | 'Eu corto'                | (achisia-sia)    |                            |
|  |  | ñimbuchao | → | ñimbuchaochao | 'separar-se, afastar-set' | (ñimbuchao-chao) | (McCarthy and Prince 1996) |

Cópia de outra direção é menos comum: em Tillamook:
|  |  | [ɡaɬ] | 'olho'     | → | [ɬɡaɬ] | 'olhos'        | (ɬ-ɡaɬ) |                 |
|  |  | [təq] | ' quebrar' | → | [qtəq] | 'eles quebram' | (q-təq) | (Reichard 1959) |

Cópia final ‘‘‘E → D’’’ em Chukoto:
|  |  | nute-  | 'terra'             | → | nutenut  | 'torre (abs. sg.)'     | (nute-nut)  |                |
|  |  | jilʔe- | 'geomydae' (roedor) | → | jilʔejil | ' geomydae (abs. sg.)' | (jilʔe-jil) | (Marantz 1982) |

A reduplicação interna pode também envolver a cópia do início ou do final da base. Em língua Quileute, a primeira consoante da base é copiada e inserida depois da primeira vogal da base.
Internal ‘‘‘E → D’’’ copying in Quileute:
|  |  | [tsiko]    | 'ele colocou em cima' | → | [tsitsko]   | 'ele quase sempre coloca em cima' | (tsi-ts-ko)   |                              |
|  |  | [tukoːjoʔ] | 'neve'                | → | [tutkoːjoʔ] | 'neve aqui e ali'                 | (tu-t-ko:jo’) | (Broselow and McCarthy 1984) |

Em língua Temiar,a última consoante da raiz é copiada e inserida antes da consoante do meio da raiz.
Cópia interna ‘‘D → E’’’ em  Temiar (língua Austro-asiática da Malásia):
|  |  | [sluh] | 'atingido (perfeito)' | → | [shluh] | 'atingindo (continuativo)' | (s-h-luh) |                                            |
|  |  | [slɔɡ] | 'casou (perfeito)'    | → | [sɡlɔɡ] | 'casando (continuativo)'   | (s-ɡ-lɔɡ) | (Broselow and McCarthy 1984, Walther 2000) |

Um tipo raro de reduplicação ocorre na Semai (língua Austro-asiática da Malásia). “Reduplicação menor expressiva” formada com um reduplicante inicial que copia primeiro e o último segmento da base.
|  |  | [kʉːʔ]    | → | [kʔkʉːʔ]    | 'vomitar'                                  | (kʔ-kʉːʔ)    |                |
|  |  | [dŋɔh]    | → | [dhdŋɔh]    | 'parecer estar sempre concordando (gesto)' | (dh-dŋɔh)    |                |
|  |  | [cruhaːw] | → | [cwcruhaːw] | 'chuva de monção'                          | (cw-cruhaːw) | (Diffloth 1973 |